# Обужня
Обужня (пол. Obórznia) — село в Польщі, у гміні Лабішин Жнінського повіту Куявсько-Поморського воєводства.
Населення — 104 особи (2011).
У 1975-1998 роках село належало до Бидгощського воєводства.

## Демографія
Демографічна структура станом на 31 березня 2011 року:
|          | Загалом | Допрацездатний вік | Працездатний вік | Постпрацездатний вік |
| -------- | ------- | ------------------ | ---------------- | -------------------- |
| Чоловіки | 46      | 12                 | 30               | 4                    |
| Жінки    | 58      | 14                 | 37               | 7                    |
| Разом    | 104     | 26                 | 67               | 11                   |